# Бейдауд
Бейдауд или Бейдаут (на румънски: Beidaud) е село в Румъния, център на община. Разположено е в южната част на окръг Тулча. Има 618 жители (2002).

## История
През Възраждането Бейдаут е българско село в Тулчанския санджак на Османската империя, в което през първата половина на XIX век е открито новобългарско училище. През втората половина на века Бейдаут е един от културните центрове на българите в Северна Добруджа, в който се получат новоизлезли български книги и вестници. Запазени са сведения за дейността на училищната организация в Добруджа с протокол от 30 юли 1878, където се посочват имената на девет местни български първенци, натоварени с уреждането на българските училища в Бабадагското окръжие.
Съгласно Берлинския договор от 1878 година Бейдауд попада в Румъния. В края на XIX век в селската църква се служи на български и румънски език. В 1900 година общият брой на жителите на селото е 1117 души, от които 1094 българи, а през 1913 година Бейдауд е обитавано от 1225 българи. Жителите му се занимават предимно със земеделие. В 1900 година те притежават 8161 хектара обработваема земя. В селото работят и 23 вятърни мелници.
По време на Първата световна война, през 1917 година, в Бейдауд е открито българско читалище, възстановено е и българското първоначално училище, което получава името „Георги Сава Раковски“. Главни учители последователно са Илия С. Караджов и Н. Павлов. Освен тях в този период в селото учителства и Евтим Велинов. Председател на църковно-училищнното настоятелство е Петко Илиев. През лятото на 1918 година жителите на Бейдауд избират четирима делегати за Втория добруджански народен събор, проведен през септември същата година.
По-късно от Южна Добруджа в селото се преселват куцовласи, с произход от района на Грамос, а българите съгласно Крайовската спогодба от 1940 година се изселват в България.

## Личности
Родени
- Вичо Диков (1861 – 1928), български генерал, военен деец, участник в Руско-Турската освободителна война, Сръбско-българската, и двете Балкански войни
- Мита Гарофил (1944) – арумънски/румънски писател
- Сирма Гучи (1960) – арумънска/румънска писателка

Други
- Стефан Караджа (1840 – 1868), български революционер, фактически отраснал в селото,
- Николай Разкованов, бьлгарин от Бесарабия, ръкоположен за свещеник на селото през 1878 г. от Доростоло-Червенския митрополит Григорий,
- Вълко Иванов (роден около 1887), български учител и църковен певец в селото.[9]